# Grått johannesörtsfly
Grått johannesörtsfly, Chloantha hyperici är en fjärilsart som först beskrevs av Michael Denis och Ignaz Schiffermüller, 1775. Enligt Dyntaxa ingår grått johannesörtsfly i släktet Chloantha men enligt Catalogue of Life är tillhörigheten istället släktet Actinotia. Enligt båda källorna tillhör arten familjen nattflyn, Noctuidae. Enligt både den svenska och finska rödlistan är arten nära hotad, NT, i respektive land. Artens livsmiljö är öppna strandmiljöer, torra busk- och trädbärande gräsmarker. Arten förekommer i Sverige främst längs kusterna sällsynt från Blekinge till Uppland inklusive Öland och Gotland på ostkusten och från Halland till Bohuslän på västkusten. Inga underarter finns listade i Catalogue of Life.